# Morais (apelido)

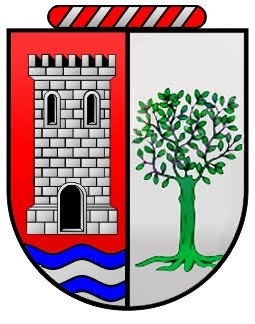
Brasão de armas de Morais/Moraes.

Morais (grafia arcaica Moraes)  é um apelido de família da onomástica da língua portuguesa.

## Origem
Morais (Portugal)  e   Morales (Espanha)
A origem do sobrenome é controversa. Há estudos de genealogia e onomástica ligando sua origem à localidade de Morais (Trás-os-Montes, Portugal), enquanto outros o ligam à localidade de Morales, na Espanha. Para estes últimos, trata-se de um sobrenome que encontra sua origem nos visigodos, que por sua vez advêm dos povos godos.

### Nobreza
A família nobre portuguesa da Casa de Morais tem como fundador da sua linhagem Dom Gonçalo Rodrigues de Morais ligando a sua origem ao lugar de Morais e à família Morales de Castela segundo referências do livro Memórias Arqueológicas – Históricas do Distrito de Bragança, de Francisco Manuel Alves, volume VI – Os fidalgos.

### Grafia
De acordo com a norma ortográfica vigente a grafia correta é Morais, todavia no Brasil a forma antiga Moraes é bastante frequente. Em espanhol, utiliza-se a forma Morales, havendo dúvida quanto à origem comum do sobrenome nos dois idiomas.

### Significado
Em ambos os casos, as hipóteses apontam para a designação da localidade de origem do portador do sobrenome. Por sua vez, a origem do nome da localidade proviria do nome da árvore amoreira. Reitere-se que a origem do sobrenome é equívoca.